# El secreto de la flor de oro
El secreto de la flor de oro es un libro occidental que presenta una traducción e interpretación de la obra taoísta china sobre meditación Tai Yi Jin Hua Zong Zhi (太乙金華宗旨). La traducción de esta obra fue realizada por el sinólogo Richard Wilhelm en 1929 (también traductor, en los años veinte, del clásico doctrinal chino I ching).
Wilhelm, amigo del psiquiatra suizo Carl Gustav Jung, era alemán, y sus traducciones del chino al alemán fueron más tarde traducidas al inglés por Cary F. Baynes. De acuerdo a Wilhelm, Lü Dongbin fue el principal origen del material presentado en el libro.
Recientemente (1991), la misma obra china ha sido traducida por Thomas Cleary, un erudito sobre estudios orientales.

## Traducciones
Existen diferencias significativas entre las traducciones de Wilhelm y Cleary. Wilhelm fue introducido en la obra a partir de su maestro chino,
mientras Cleary, como erudito dotado, llegó a su propia traducción e interpretación.

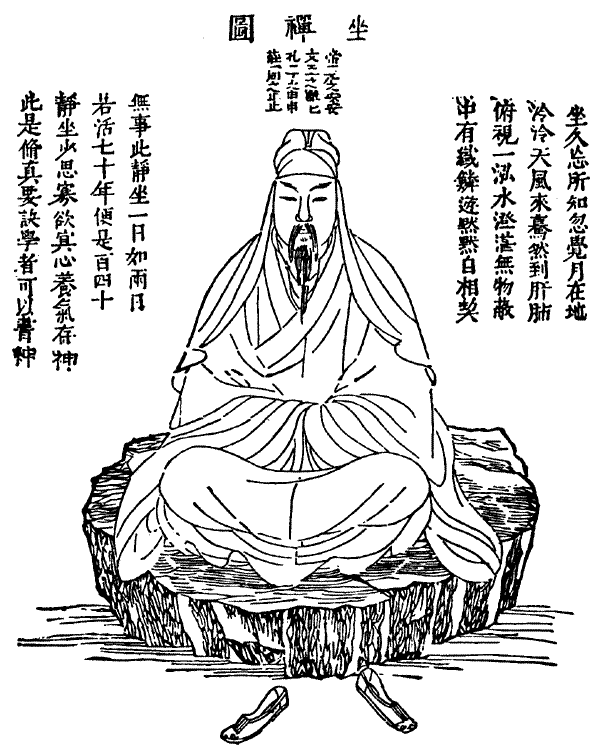
«Recolección de la luz», primera etapa de meditación.

Los trabajos clásicos de filosofía china conservan un espectro de ciencia premoderna, procedentes de un tiempo en donde filosofía y ciencia todavía no se hallaban tan diferenciadas.
La traducción de Wilhelm fue el resultado de su presencia en China, donde aprendió doctrina china clásica de un maestro chino. En el sentido de transmitir las impresiones recibidas de su maestro, el trabajo de Wilhelm tiende a retratar el aspecto más yin (sensitiva) de El Secreto de la flor de oro, mientras que la de Cleary es una traducción más académica, más yang (intelectual). Jung proporciona comentarios para sendas traducciones principales chinas de Wilhelm, incluyendo (en 1949) las diecinueve páginas (pp. xxi-xxxix) del prefacio sobre la traducción de Wilhelm/Baynes del I ching, aumentando su aspecto «filosófico». Cleary se toma varias oportunidades a la hora de criticar la validez de la traducción de Wilhelm.

## Contenido

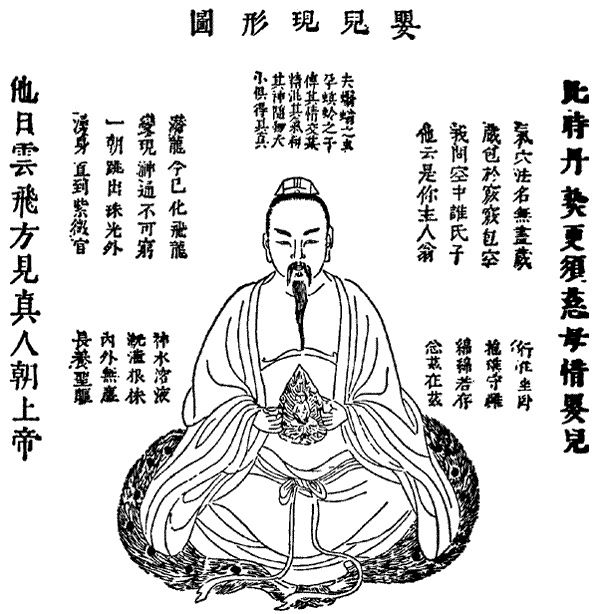
Nacimiento del nuevo ser en el espacio de la fuerza, segunda etapa de meditación.

A pesar de la diversidad de impresiones, interpretación y opinión expresadas por Wilhelm, Jung y Cleary, la técnica de meditación descrita en El secreto de la flor de oro es una técnica sencilla, silenciosa (la descripción del libro de meditación ha sido caracterizada como Zen con detalles). La técnica de meditación, enunciada en lenguaje poético, se reduce a una fórmula sobre la postura, la respiración y la contemplación. La postura principalmente se relaciona con una posición recta. La respiración es descrita detalladamente, principalmente en términos de la fisiología esotérica del camino del qi (también conocido como chi o ki), o energía vital.

## Taoístas chinos evalúanEl secreto de la flor de oro
Basándose en los contenidos de este libro, taoístas chinos creen que esta obra fue escrita por Wang Chongyang, que fue estudiante de Lü Dongbin. Su enfoque se dirigió más a las técnicas de práctica alquímica interior que a la teoría.
En la traducción de Wilhelm, su maestro chino le enseñó la siguiente explicación: el practicante verá una imagen brillante enfrente del punto medio de sus dos ojos. Esta imagen fue denominada mandala (o dkyil-vkhorin en el budismo tibetano). En varias tradiciones espirituales, tales como el tantra maja-vairochana del budismo tibetano, los mandalas son una parte clave en la práctica meditativa.
Taoístas chinos creen que esta imagen brillante tiene una estrecha relación con la esencia original, la flor de oro, y la luz original. Si el practicante ve el mandala, significa que él o ella ve parte de la esencia original, y el o ella están entrando en el nivel inicial de la esencia inmortal. La traducción de Wilhelm describe algunas de las imágenes del mandala.
En septiembre de 2007, cien años después de que Wilhelm conociese a su maestro chino, el 18º transmisor de la Dragon Gate Taoism, Taoist Wang Liping entrenó a ocho europeos basándose en las técnicas de El secreto de la flor de oro. Al sexto día del curso de entrenamiento, seis de los ocho afirmaron que veían el mandala y dibujaron las imágenes (todas diferentes...). Los resultados fueron publicados en la revista pseudocientífica Investigación Académica Contemporánea.

## Edición en castellano
- Jung, Carl Gustav; y Wilhelm, Richard (2009). El secreto de la flor de oro. Barcelona: Paidós Ibérica. ISBN 978-84-493-2227-3.
- Jung, Carl Gustav (2015). Obra completa de Carl Gustav Jung. Volumen 13. Estudios sobre representaciones alquímicas. 1. Comentario al libro "El secreto de la flor de oro" (1929). Madrid: Trotta. ISBN 978-84-9879-560-8/ ISBN 978-84-9879-561-5.